# Webcameraden
Webcameraden was het jeugdblok op de Vlaamse televisiezender VT4 dat elke dag in de ochtend en op werkdagen ook in de namiddag uitzond. Samen met het blok Stapel voor jongere kinderen was Webcameraden sinds september 2002 onderdeel van Boemerang, maar vanaf januari 2006 vielen alle programma's onder Webcameraden. De presentatie lag in handen van de CJ's Perry, Joy, Florestan, Anaïs, Shash, Daniëlle, Ben, Rik, Tim, Ward, Rachel en Maxxime (Hilde De Baerdemaeker). In april 2007 sneuvelde Webcameraden toen VT4 MyTV introduceerde.

## Programma's
Webcameraden zond samen met Boemerang onder andere de volgende tekenfilms uit van 2002 tot 2007.
- Action Man (1995)
- Action Man (2000)
- A.T.O.M.
- Atomic Betty
- Battle B-Daman
- Beast Machines
- Beyblade
- Beugelbekkie
- Big Guy and Rusty the Boy Robot
- Courage het bange hondje
- Grim and Evil met De Grimmige Avonturen van Billy en Mandy en Evil Con Carne
- Dexter's Laboratory
- Donkey Kong Country
- Fairly Odd Parents
- Flipper en Lopaka
- Galactik Football
- Godzilla
- Heavy Gear
- He-Man and the Masters of the Universe (2002)
- Jackie Chan Adventures[1]
- Jumanji
- Martin Mystery
- Mary-Kate and Ashley in Action
- Max Steel (2000)
- Medabots
- Men in Black
- Mutant League
- NASCAR Racers
- Pokémon
- Princess Sissi
- Sailor Moon
- Samurai X
- Scooby-Doo
- Shaman King[2]
- Sonic Underground
- Starship Troopers
- The New Woody Woodpecker Show
- The Tick
- Totally Spies
- What's with Andy
- Winx Club
- Yu-Gi-Oh!
- X-Men: The Animated Series[3]

De kleuterblok Stapel werd gepresenteerd door Iris Van Hoof en de knuffels Freddie en Frog en zond onder andere de volgende programma's uit. Op 2 januari 2006 verhuisden de peuterprogramma's naar VIJFtv zonder presentatie.
- Cedric
- Ernst, Bobbie en de rest
- Maja de Bij
- Pecola
- Pippi Langkous[4]
- Rainbow Fish[4]
- Rolie Polie Olie
- The Backyardigans
- The Koala Brothers
- Titeuf
- Tractor Tom[5]